# مولدوا نوئه
شهر مولدوا نوئه (به رومانیایی: Moldova Nouă) در شهرستان کرش-سورین در کشور رومانی واقع شده‌است. جمعیت این شهر ۱۵٬۱۱۲ نفر  است.